# Perenethis venusta
Perenethis venusta là một loài nhện trong họ Pisauridae.
Loài này thuộc chi Perenethis. Perenethis venusta được Ludwig Carl Christian Koch miêu tả năm 1878.

## Hình ảnh

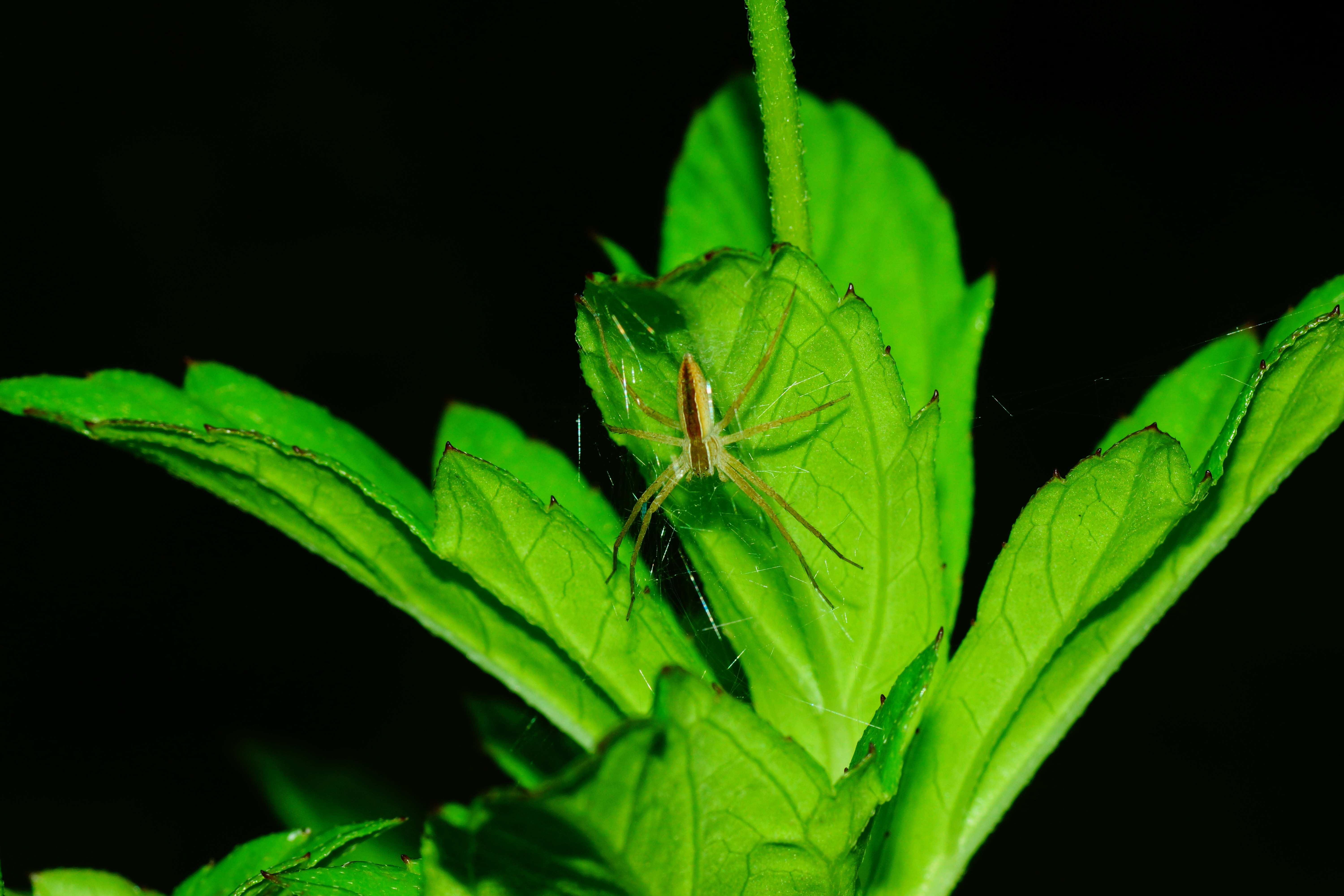
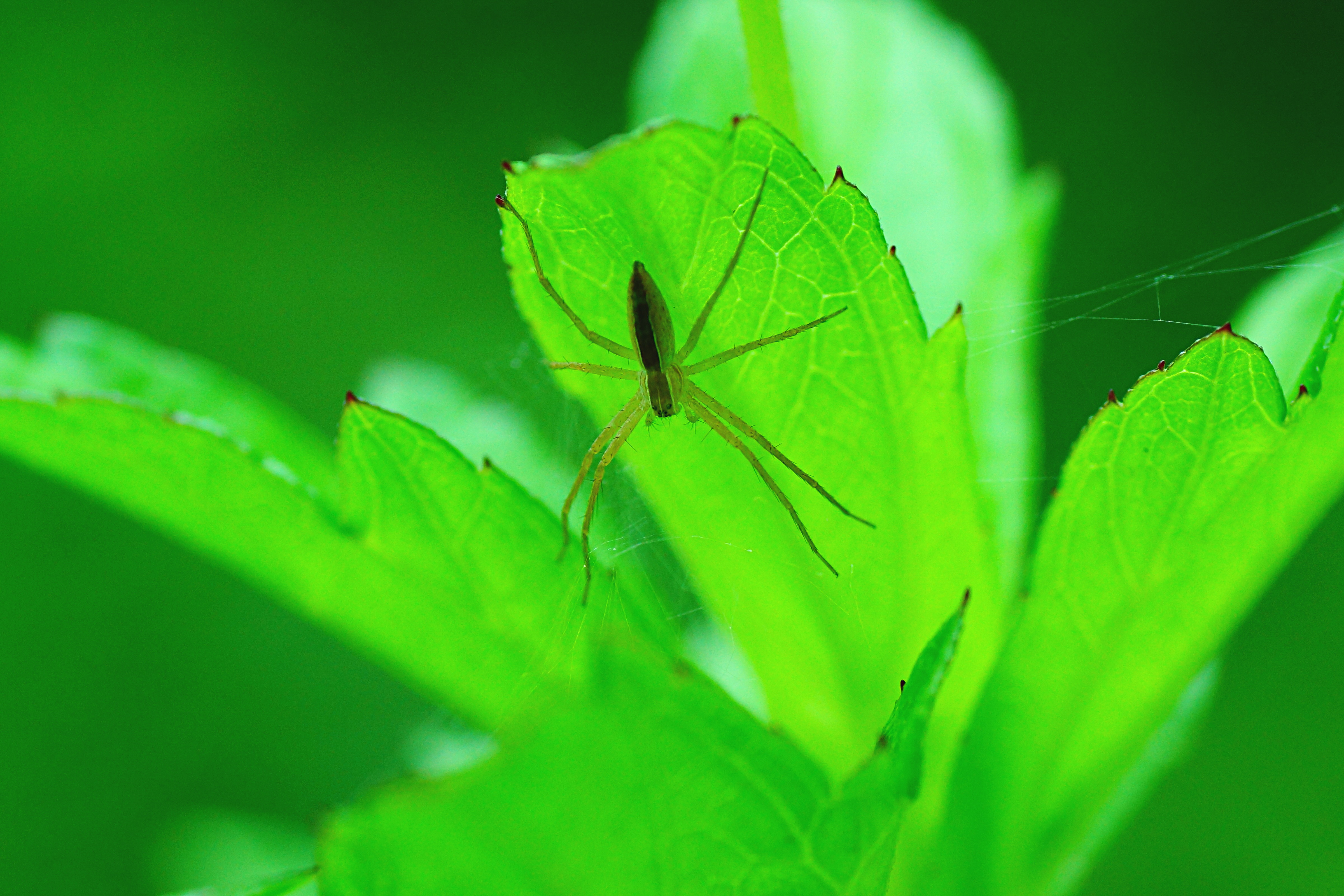
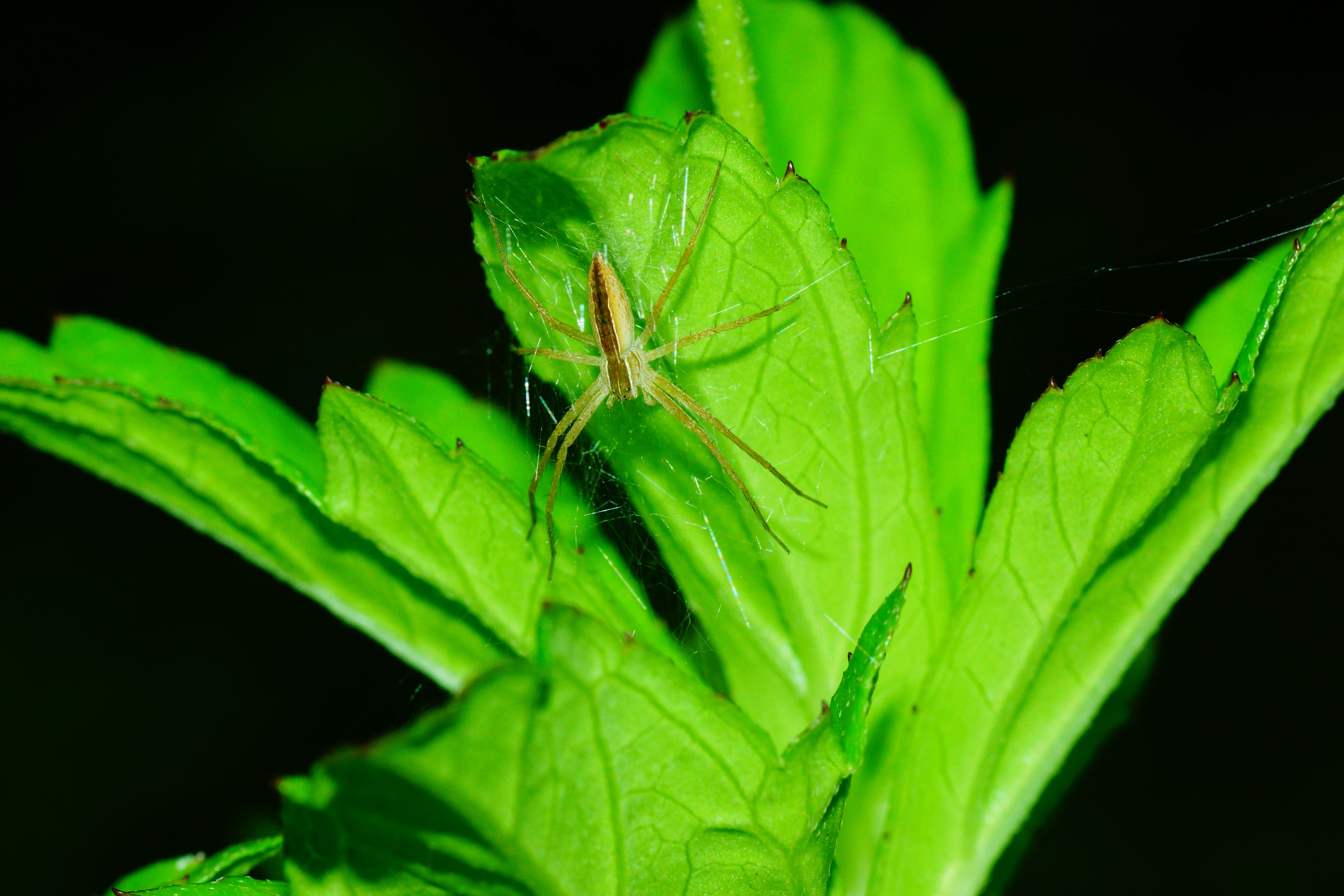
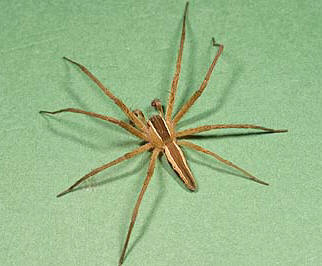